# Octocannoides
Octocannoides är ett släkte av nässeldjur. Octocannoides ingår i familjen Octocannoididae.
Octocannoides är enda släktet i familjen Octocannoididae.
Kladogram enligt Catalogue of Life:
| Octocannoides | \| \| Octocannoides ocellata \| \| \| \| \| \| Octocannoides taeniogonia \| \| \| \| |
|               | \| \| Octocannoides ocellata \| \| \| \| \| \| Octocannoides taeniogonia \| \| \| \| |
|               | Octocannoides ocellata                                                               |
|               |                                                                                      |
|               | Octocannoides taeniogonia                                                            |
|               |                                                                                      |